# Anna Sundström
Anna Christina Persdotter, coniugata Sundström (Stoccolma, 26 febbraio 1785 – Stoccolma, 27 giugno 1871), è stata una chimica svedese.
Fu assistente del chimico Jöns Jacob Berzelius dal 1808 al 1836. Anna Sundström è stata la prima donna chimica in Svezia.

## Biografia
Anna Persdotter era la figlia del contadino Per Jansson. In seguito prese il cognome Sundström. Si trasferì ben presto nella capitale per lavorare come domestica e nel 1808 fu impiegata come governante di Jöns Jacob Berzelius, considerato uno dei padri della chimica moderna. Ha agito efficacemente come sua assistente e collaboratrice durante le sue ricerche. Durante il suo lavoro ha studiato chimica e ha acquisito una vasta conoscenza al riguardo. Berzelius ha dichiarato: "È abituata a tutte le mie apparecchiature e ai loro nomi a tal punto che potrei senza esitazione farle distillare l'acido cloridrico." Sundström amministrava anche il suo laboratorio e supervisionava i suoi studenti che la chiamavano affettuosamente "la severa Anna".
Fu costretta a terminare il suo impiego quando Berzelius sposò Elisabeth Poppius nel 1836.

## Eredità
Ogni anno, la divisione di chimica inorganica della Società Chimica Svedese seleziona la migliore tesi di dottorato in chimica inorganica e assegna all'autore il Premio Anna Sundström.